# Змея Декея
Змея Декея (лат. Storeria dekayi) — неядовитая змея из семейства ужеобразных. Имеет 8 подвидов. Своё название получила в честь американского зоолога Джеймса Декея (1792—1851).
Общая длина достигает 23—33 см. Голова маленькая. Туловище длинное и стройное. Окраска спины коричневатая или коричневато-серая, вдоль хребта тянется широкая светлая полоса. Брюхо бледно-розового цвета.
Встречается у водоёмов, во влажных местностях, избегает сухих открытых пространств. В большом числе встречается в посёлках и даже крупных городах. Активна ночью, днём держится под плоским камнем, опавшими листьями, железнодорожными шпалами и другими лежащими на земле вещами. Питается земляными червями, насекомыми, многоножками, моллюсками, улитками, а также мелкими земноводными.
Это яйцеживородящая змея. Самка рождает до 14 детёнышей.
Обитает от юго-восточной Канады, через восточные штаты США до северо-восточной Мексики. Встречается в Гондурасе, Гватемале и Белизе.